# بهمن ۱۳۹۰
بهمن ۱۳۹۰، دهمین ماه سال ۱۳۹۰ خورشیدی است.
آغاز آن شنبه: ‎۲ بهمن ۱۳۹۰ (21 ژانویه 2012) میلادی

مطابق با 27 صفر ۱۴۳3 قمری می‌باشد.